# برنتوصور
البرنتوصور أو عظاءة الرعد (الاسم العلمي:†Brontosaurus) هو جنس منقرض من الحيوانات يتبع فصيلة الدبلودوكات من عظائيات الأرجل.